# Brudens far 2
Brudens far 2 (engelsk Father of the Bride Part II) er en amerikansk film fra 1995 instrueret af Charles Shyer. Filmen er en fortsættelse til Brudens far fra 1991.